# Nemea (Rotwein)

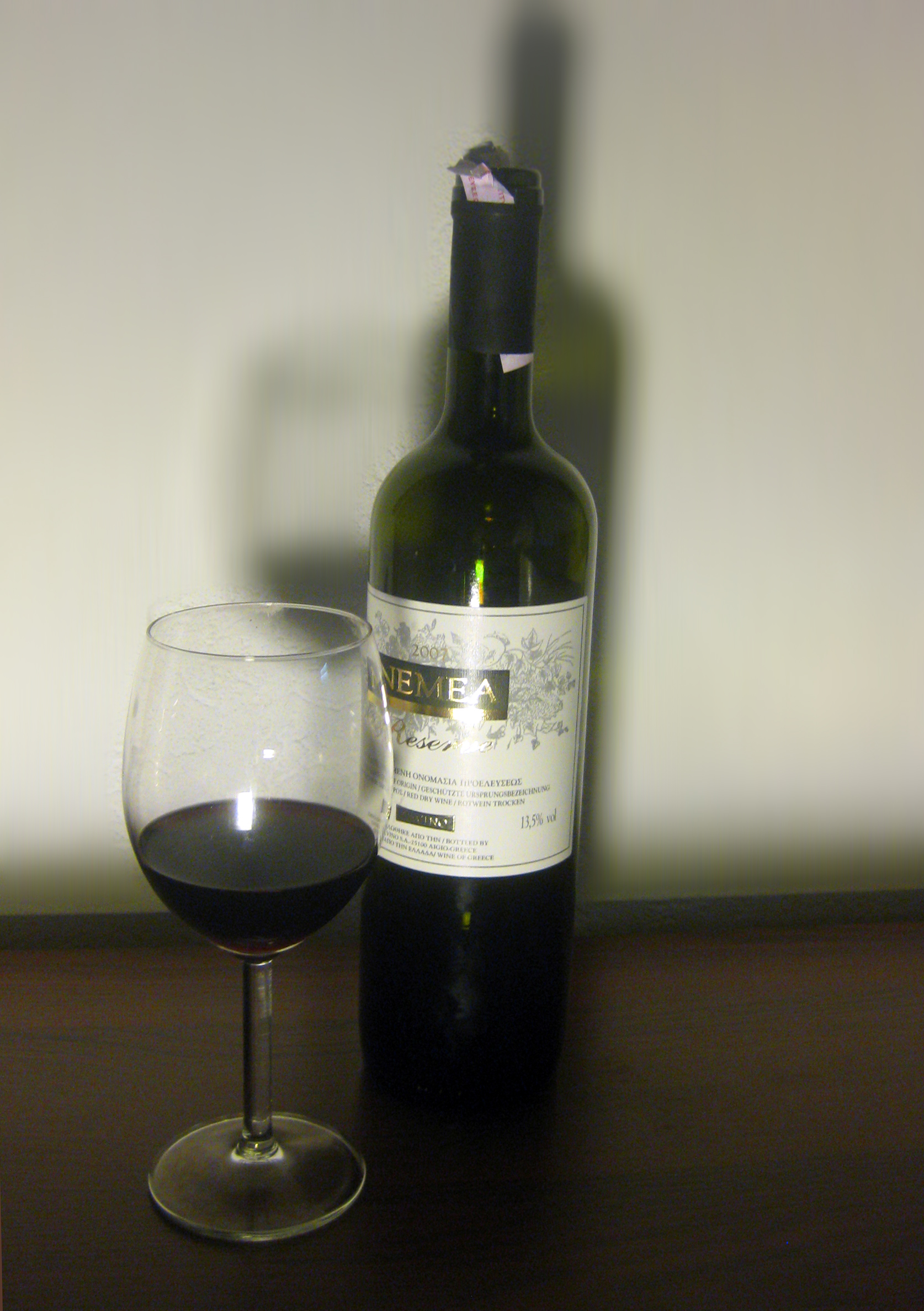
2007er Nemea Reserve von Cavino

Nemea ist der Name eines meist trockenen Rotweins, der sortenrein aus der griechischen Rebsorte Agiorgitiko gewonnen wird.
Die Appellation Nemea wird auf dem Gebiet von 16 Gemeinden in der Gegend von Nemea angebaut. Ausgebaut wird die Sorte in französischen Eichenholzfässern.
Nemea ist ein dunkelroter Wein mit fruchtigem Aroma und vollmundigem Charakter. Das Bouquet erinnert an Vanille, Honig und Kräuter. Der Wein empfiehlt sich besonders zu dunklen Fleischgerichten.